# Таловка (Западно-Казахстанская область)
Таловка (каз. Талов) — село в Жанибекском районе Западно-Казахстанской области Казахстана. Административный центр Таловского сельского округа. Находится вблизи границы с Российской Федерацией, примерно в 120 км к северо-северо-востоку (NNE) от села Жанибек, административного центра района. Код КАТО — 274247100.

## Население
В 1999 году численность населения села составляла 1120 человек (552 мужчины и 568 женщин). По данным переписи 2009 года, в селе проживало 853 человека (423 мужчины и 430 женщин).